# Ramón Troncoso
Pour les articles homonymes, voir Troncoso.
Ramón José Troncoso (né le 16 février 1983 à San José de Ocoa, Peravia, République dominicaine) est un lanceur de relève droitier des Ligue majeure de baseball sous contrat avec les Dodgers de Los Angeles.

## Carrière
Ramón Troncoso signe un contrat avec les Dodgers de Los Angeles en 2002. Il débute dans les majeures le 1er avril 2008.
En 2008, il joue 32 parties, remporte une victoire contre une défaite avec une moyenne de points mérités de 4,26 et 38 retraits sur des prises en 38 manches lancées.
En 2009, il est employé 73 fois en relève et totalise 82,2 manches au monticule. Il remporte 5 victoires contre 4 défaites, réussit 6 sauvetages et affiche une excellente moyenne de points mérités de 2,72. Il lance 3 manches sans accorder de point aux Phillies de Philadelphie en Série de championnat de la Ligue nationale.
Utilisé dans 52 parties des Dodgers en 2010, il présente une moyenne de points mérités de 4,33 en 54 manches lancées.
En 2011, sa moyenne atteint 6,75 en 22 manches et deux tiers au monticule. Il fait l'aller-retour entre les majeures et les mineures, passant la majorité de la saison en Triple-A avec les Isotopes d'Albuquerque. Il passe l'entière saison 2012 à Albuquerque.
En 2013, Troncoso s'aligne avec les White Sox de Chicago pour 29 matchs, au cours desquels il présente une moyenne de 4,50 points mérités alloués par partie en 30 manches au monticule. Il remporte un match et encaisse 4 défaites.
Le 14 mars 2014, il signe un contrat des ligues mineures avec les Royals de Kansas City. Il passe la saison qui suit avec leur club-école d'Omaha.
Il signe un contrat des ligues mineures avec son ancien club, les Dodgers de Los Angeles, en février 2015.